# Novgorod (nave)
La Novgorod (in russo: Новгород) è stata una nave monitore costruita per la marina imperiale russa negli anni 1870.
Era una delle navi da guerra più insolite mai viste, e ancora sopravvive nel mito popolare navale come una delle peggiori navi da guerra mai costruite, anche se una valutazione più equilibrata mostra che era relativamente efficace nel suo ruolo progettuale come una nave corazzata per la difesa costiera. Lo scafo era circolare per ridurre il pescaggio, permettendo alla nave di trasportare una corazzatura più spessa e un armamento più pesante di altre navi della stessa dimensione. La Novgorod giocò un ruolo minore nella guerra russo-turca del 1877-78 e fu riclassificata come corazzata per la difesa costiera nel 1892. La nave venne dismessa nel 1903 e utilizzata come nave deposito fino a che non fu venduta per la rottamazione nel 1911.

## Descrizione

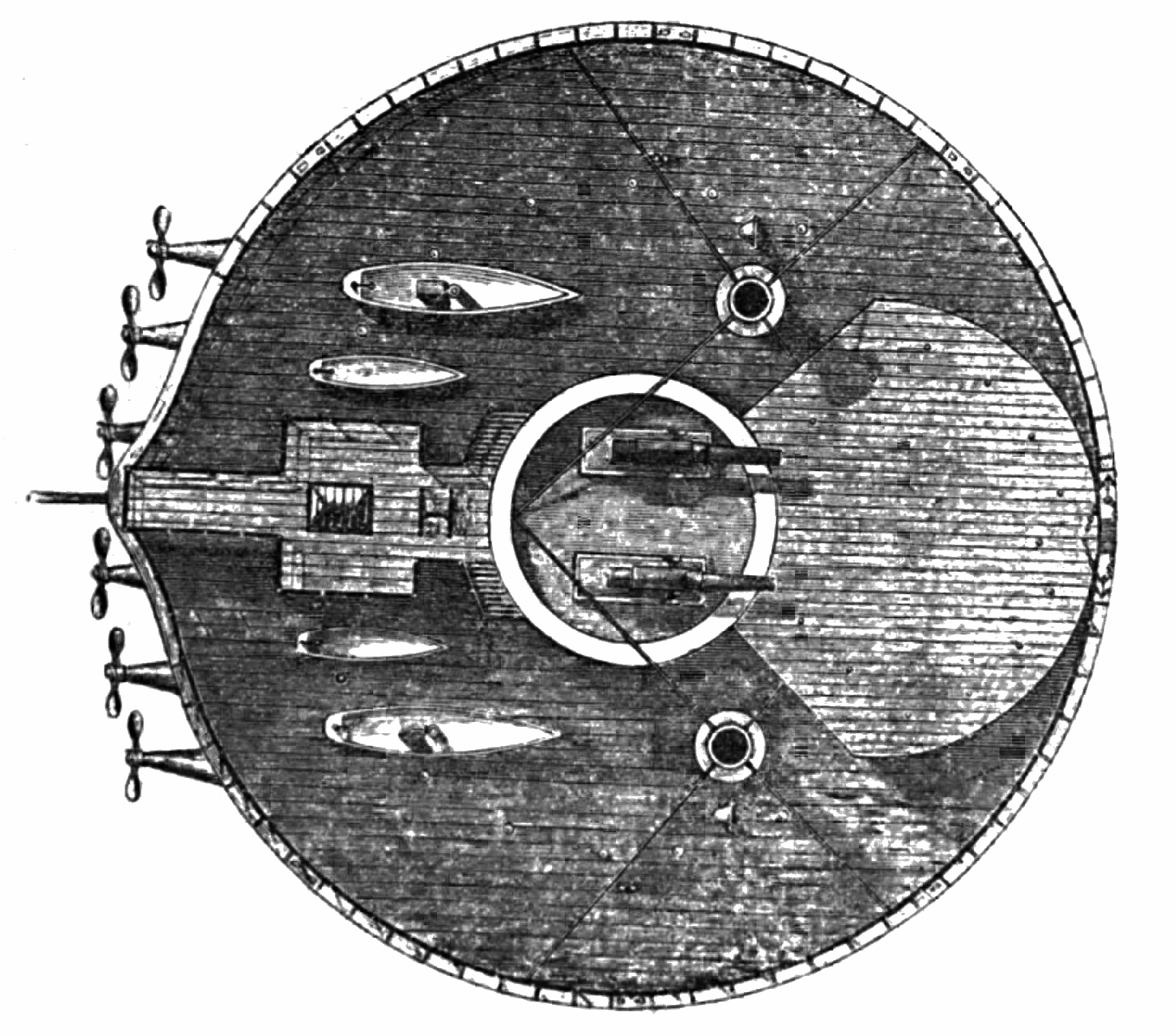
Il ponte circolare

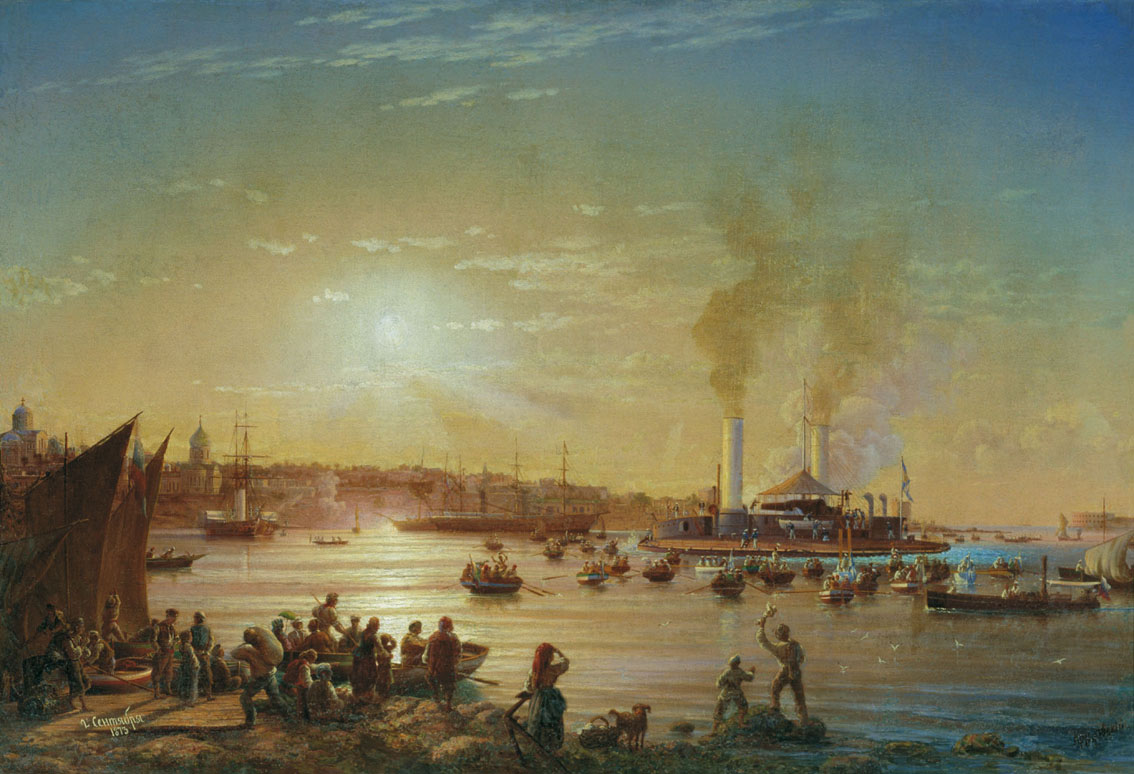
L'arrivo della Novgorod a Sebastopoli, 1873

In fase di costruzione, il progetto per lo scafo stilato dal retroammiraglio Andrei Alexandrovich Popov fu modificato mediante l'aggiunta di legno e di un rivestimento di rame per ridurre l'accumulo di materiali organici (ad esempio alghe), che aumentò il diametro della Novgorod a 30,8 metri. La nave aveva un pescaggio massimo di 4,1 m e una stazza di 2.531 t. L'opera morta era di soli 46 cm e la piattaforma ricurva verso l'alto per alloggiare un cannone in barbetta al centro. La nave aveva una sovrastruttura in avanti non armata che ospitava alcuni marinai.
Nonostante le preoccupazioni iniziali sulla sua capacità di tenuta del mare, la Novgorod era una piattaforma stabile e aveva un rollio contenuto che raramente superava i 7-8°. La forma dello scafo portava alla perdita di velocità in condizioni maltempo e, in una occasione nel 1877, perse del tutto la rotta durante una tempesta di forza otto. In alcune condizioni di mare la nave poteva appruarsi talmente tanto da far sporgere le sue eliche fuori dall'acqua. Il più grande inconveniente della sua forma dello scafo è che riduceva notevolmente la capacità del timone di far virare la nave mascherando gran parte del flusso di acqua, tanto che ci volevano anche 40-45 minuti per compiere un cerchio completo e la nave era quasi impossibile da tenere in una grave tempesta. La soluzione adottata era quella di utilizzare i motori per il comando e lasciare il timone fisso, anche se questo riduceva la velocità della nave. L'unità poteva imbarcare un equipaggio di 151 marinai.
La nave aveva sei motori a vapore a espansione compatta costruiti dalla Baird Works, ognuno azionante un'unica elica usando vapore fornito da otto caldaie cilindriche. I motori producevano una potenza totale di 3.360 cavalli (2.510 kW) che davano all'unità una velocità di circa 6,5 nodi. Le macchine di propulsione della Novgorod si dimostrarono problematiche per tutta la vita a causa di manomissioni difettose e materiali di scarsa qualità. La forma dello scafo non era favorevole all'efficace vaporizzazione e contribuiva a un prodigioso consumo di carbone: la sua capacità di 200 tonnellate dei depositi di carbone consentiva un'autonomia di sole 480 miglia nautiche a piena velocità. La nave ebbe problemi di ventilazione per tutta la sua carriera, nonostante il montaggio successivo di un grande cappuccio di ventilazione sopra il portello centrale della barbetta.
Per quanto riguarda la sua protezione, la nave aveva una cintura di ferro battuto che copriva completamente lo scafo e si estendeva da 457 mm sopra la linea di galleggiamento a 1,4 m sotto. L'armatura era configurata in due fasciami, ogni 0,9 m di altezza. Le piastre superiori erano di 229 mm di spessore e quelle inferiori 178 mm. L'armatura era sostenuta da 9 pollici di legno di teak rinforzato da ferri da incasso nel canale; la marina considerava questo supporto come l'equivalente di un'altra armatura di 51 mm. La Novgorod fu il primo monitore russo a disporre del suo armamento in una barbetta di montaggio. Era alto 2 m e fu costruito nello stesso modo del fasciame superiore della cintura.
La piattaforma arrotondata era protetta da un totale di 70 millimetri di corazza composta da tre strati di lastre di spessore da 19 a 25 mm. La parte inferiore degli imbuti e la base del lucernario della sala macchine presentavano spessori di 152 mm di corazzatura.